# Gerd Meyer (Politikwissenschaftler)
Gerd Meyer (* 8. Juli 1942 in Berlin) ist ein deutscher Politikwissenschaftler.

## Leben
Meyer studierte nach dem Abitur am Scharnhorst-Gymnasium in Hildesheim von 1962 bis zum Staatsexamen 1968 Politikwissenschaft, Geschichte und Germanistik in Hamburg, Tübingen und an der Freien Universität Berlin. 1969 wurde er mit einer Arbeit über die sowjetische Deutschlandpolitik im Jahr 1952 zum Dr. phil. promoviert. 1969/70 hielt er sich zwecks Forschung an der Harvard University auf und war dort Associate am Russian Research Center. Von 1969 bis 1977 war er Wissenschaftlicher Assistent an der Universität Tübingen, wo er sich 1976  mit einer Arbeit über „Bürokratische Herrschaft in der UdSSR“ im Fach Politikwissenschaft habilitierte. 1977 wurde er als Professor für Politikwissenschaft an die Universität Tübingen berufen. 1972/1973, von 1979 bis 1981 sowie 1994/95 war er dort Direktor des Instituts für Politikwissenschaft. Im Jahr 1984 nahm er eine Gastprofessur an der Columbia University wahr. Um 1984 lebte er in Reutlingen. Von 1986 bis 1991 war er Sprecher des Interdisziplinären Arbeitskreises DDR- und Deutschlandforschung und des Landesforschungsschwerpunkts DDR der Universität Tübingen. 1991 führte ihn eine weitere Gastprofessur an die Graduate School for International Studies in Denver. 1991/92 war er Dekan der Fakultät für Sozial- und Verhaltenswissenschaften der Universität Tübingen. 1994 und 1997 war er als Gastprofessor an den Universitäten St. Petersburg und Moskau, 1995 an der Jackson School for International Studies der University of Washington in Seattle, 2001 am Collegium Civitas in Warschau, 2002 wieder an der Lomonossow-Universität Moskau sowie 2003 an der Central European University in Budapest. Seit dem 1. Oktober 2007 ist Meyer emeritiert.

## Auszeichnungen
- 2001: Internationaler Erich-Fromm-Preis
- 2001: Goldene Medaille der Universität Wrocław für besondere Verdienste um die Zusammenarbeit mit der Universität Tübingen
- 2006: Pro-Hungarica-Cultura-Medaille des Kulturministeriums der Republik Ungarn
- 2006: Goldene Medaille der Universität Warschau für besondere Verdienste um die Zusammenarbeit der Institute für Politikwissenschaft der Universitäten Tübingen und Warschau
- 2008: Ehrendoktor der Universität Warschau

## Schriften (Auswahl)
- Die sowjetische Deutschland-Politik im Jahre 1952. Böhlau, Köln 1970 (= Forschungsberichte und Untersuchungen zur Zeitgeschichte. Band 24).
- Bürokratischer Sozialismus. Eine Analyse des sowjetischen Herrschaftssystems. Frommann-Holzboog, Stuttgart 1977 (= Problemata. Band 65), ISBN 3-7728-0672-4.
- Sozialistische Systeme. Theorie- und Strukturanalyse; ein Studienbuch. Leske & Budrich, Opladen 1979, ISBN 3-8100-0236-4.
- Die DDR-Machtelite in der Ära Honecker. Francke, Tübingen 1991 (= Tübinger Mittel- und Osteuropastudien. Band 3), ISBN 3-7720-1829-7.
- Das politische System der DDR. Band 1: Ein Arbeitsbuch für den Politikunterricht in der Sekundarstufe II und für die Erwachsenenbildung, Unterrichtswerk “Dimensionen der Politik”. Hirschgraben Verlag, Frankfurt am Main 1985; Band 2 (mit R. Kruska): Lehrerhandbuch zum Arbeitsbuch. Cornelsen Verlag Hirschgraben, Frankfurt am Main 1991.
- mit Angela Hermann: „… normalerweise hätt’ da schon jemand eingreifen müssen“. Zivilcourage im Alltag von BerufsschülerInnen. Eine Pilotstudie, Wochenschau-Verlag, Schwalbach 1999, ISBN 3-87920-486-1.
- Freiheit wovon, Freiheit wozu? Politische Psychologie und Alternativen humanistischer Politik bei Erich Fromm. Darstellung – Interpretation – Kritik, Leske & Budrich, Opladen 2002, ISBN 978-3-8100-3396-3.
- Ko-Autor von: Die Charaktermauer. Zur Psychoanalyse des Gesellschafts-Charakters in Ost- und Westdeutschland. Internationale Erich-Fromm-Gesellschaft. Vandenhoeck & Ruprecht Verlag. Göttingen 1995. ISBN 3-525-01429-5.
- Erich Fromm heute. Zur Aktualität seines Denkens (Hg. mit R. Funk und H. Johach). deutsch: Deutscher Taschenbuch Verlag. 2. Auflage, München 2000. ISBN 3-423-36166-2 – Koreanisch: Younglim Cardinal, Inc., Seoul 2003.
- Lebendige Demokratie: Zivilcourage und Mut im Alltag. Forschungsergebnisse und Praxisperspektiven, Nomos, Baden-Baden 2004, ISBN 3-8329-0444-1.
- (zusammen mit Rolf Frankenberger): Postmoderne und Persönlichkeit. Theorie – Empirie – Perspektiven, Nomos, Baden-Baden 2008, ISBN 978-3-8329-3366-1.
- Mut und Zivilcourage. Grundlagen und gesellschaftliche Praxis, Budrich, Opladen 2014, ISBN 978-3-8474-0172-8.

als Herausgeber
- DDR heute. Wandlungstendenzen und Widersprüche einer sozialistischen Industriegesellschaft, Narr, Tübingen 1988, ISBN 3-87808-567-2.
- Die politische Kultur Polens, Francke, Tübingen 1989 (Tübinger Studien zu Gesellschaft, Politik und Kultur sozialistischer Länder, Band 1), ISBN 3-7720-1820-3.
- Lebensweise und gesellschaftlicher Umbruch in Ostdeutschland, Palm u. Enke, Erlangen 1992 (Jenaer Reden und Schriften, N.F. 3.1992), ISBN 3-7896-0603-0.
- Die politischen Kulturen Ostmitteleuropas im Umbruch, Francke, Tübingen 1993 (Tübinger Mittel- und Osteuropastudien, Band 5), ISBN 3-7720-1818-1.
- Politische Kultur in Deutschland – Herausforderungen und Perspektiven. Symposium zu Ehren von Erhard Eppler, Nomos, Baden-Baden 2003, ISBN 978-3-8329-0015-1.
- Zivilcourage lernen. Analysen – Modelle – Arbeitshilfen, (Hg., zus. mit U. Dovermann, S. Frech, G. Gugel), Bonn 2. Aufl. 2007 (Bundeszentrale für politische Bildung / Landeszentrale für politische Bildung Baden-Württemberg) und Institut für Friedenspädagogik, Tübingen 2004.
- Formal institutions and informal politics in central and eastern Europe. Hungary, Poland, Russia and Ukraine, Leske & Budrich, Opladen 2006, ISBN 978-3-86649-060-4.
- Brennpunkte der politischen Kultur in Polen und Deutschland, dt. und poln. Edition Dom Wydawn. Elipsa, Warszawa 2007, ISBN 83-7151-752-1.

Festschrift
- Rolf Frankenberger (Hrsg.): Politische Psychologie und politische Bildung. Gerd Meyer zum 65. Geburtstag, Wochenschau-Verlag, Schwalbach 2007, ISBN 978-3-89974375-3.
- Aron Buzogany/Rolf Frankenberger (Hrsg.) Osteuropa. Politik Wirtschaft Gesellschaft. Festschrift für Gerd Meyer. Nomos Verlag Baden-Baden. 2007 ISBN 978-3-8329-3064-6.